# Elecciones generales de Costa Rica de 1990
Las elecciones presidenciales de Costa Rica de 1990 se realizaron el domingo 4 de febrero de 1990. Los dos candidatos principales fueron Rafael Ángel Calderón Fournier, hijo del expresidente y caudillo del calderonismo Rafael Ángel Calderón Guardia quien ganó la elección frente al candidato oficialista Carlos Manuel Castillo Morales del socialdemócrata Partido Liberación Nacional. Calderón ganó con el 51.51% de los votos frente al 47.20% de Castillo. Esta ha sido la más reciente elección en la que algún partido obtuvo una mayoría absoluta en la Asamblea Legislativa.

## Elecciones primarias
En la Convención Nacional Liberacionista se enfrentaron Carlos Manuel Castillo y Rolando Araya, resultando derrotado el segundo. En la Convención Nacional Socialcristiana compitieron contra Calderón por la nominación Miguel Ángel Rodríguez Echeverría y José Hine García.

### Partido Liberación Nacional
La Convención Nacional Liberacionista de 1989 fue una elección primaria realizada por los militantes del Partido Liberación Nacional de Costa Rica para escoger a su candidato presidencial de cara a los comicios de 1990. Se inscribieron dos precandidatos; el exvicepresidente Carlos Manuel Castillo, quien ya había intentado ser candidato varias ocasiones previas, y el exsecretario general del partido, Rolando Araya Monge que sería su primero, pero no último, intento de aspirar a la presidencia. 
Precandidatos
- Carlos Manuel Castillo. Economista, miembro fundador del PLN, previamente había militado en Acción Demócrata y el Partido Social Demócrata, fue presidente del partido, diputado en el período 1978-1982, fue vicepresidente durante la administración de Daniel Oduber Quirós, además ejerció cargos como ministro de economía y presidente del Banco Central.
- Rolando Araya Monge. Ingeniero, fue diputado, ministro de Obras Públicas y Transportes, ejecutivo municipal de San José y presidente del partido.

Araya tenía el respaldo de su tío, el expresidente Luis Alberto Monge Álvarez, mientras que Castillo tenía el respaldo de los expresidentes José Figueres y Daniel Oduber. La precampaña fue bastante agresiva e incluso se llegó a acusar a Araya de estar vinculado al narcotráfico. Castillo vencería con más del 60% convirtiéndose en candidato oficialista, sin embargo el PLN llevaba dos períodos concecutivos en el gobierno y Castillo perdió la contienda presidencial ante el candidato del PUSC, Rafael Ángel Calderón Fournier. 
|  | 63.47 % |

|  | 36.52 % |

### Partido Unidad Social Cristiana
La Convención Nacional Socialcristiana de 1989 fue un proceso electoral primario realizado por los partidarios del Partido Unidad Social Cristiana, en aquel entonces primera fuerza de oposición al gobierno del Partido Liberación Nacional. Estas fueron las primeras elecciones primarias, conocidas en Costa Rica como "convenciones nacionales", realizadas por este partido que fue fundado en 1983, aun cuando la Coalición Unidad, la agrupación política inmediatamente predecesora del PUSC, ya había realizado procesos similares en dos ocasiones anteriores. 
Los candidatos principales fueron el abogado Rafael Ángel Calderón Fournier, el máximo y más representativo dirigente del partido quien era además hijo de Rafael Ángel Calderón Guardia, emblemático líder de los años 40 quien había realizado polémicas reformas sociales que desembocaron en la guerra de 1948 y caudillo del calderonismo, y el empresario liberal Miguel Ángel Rodríguez Echeverría. Esta sería la primera vez que Rodríguez intentaría formalmente disputarle el liderazgo a Calderón. La mayoría de expertos señalan que, aunque resultaba imposible para Rodríguez ganarle a Calderón, era una forma de empezar a abrirse camino político.
Calderón Fournier provenía del ala calderonista del partido mientras que Rodríguez era más de pensamiento liberal y provenía de un círculo de pensadores liberales que militaban en el PUSC.
Resultó vencedor Calderón con el 76% de los votos y posteriormente ganaría también la presidencia. 
|  | 76 % |

|  | 22 % |

|  | 2 % |

## Otros partidos
Compitieron doce partidos diferentes. La izquierda fue extremadamente dividida a esta elección. 
En total los otros candidatos que participaron fueron: El sociólogo Víctor Daniel Camacho Monge por la coalición izquierdista Pueblo Unido (3.3%), el predicador cristiano Fernando Ramírez Muñoz por Alianza Nacional Cristiana (1.7%), el empresario Jorge González Martén del Partido Nacional Independiente (0.8%), el poeta y educador Isaac Felipe Azofeifa por Partido del Progreso (0.6%), Rodrigo Alberto Cordero por el Partido Independiente (0.4%) y el sindicalista trotskista Edwin Badilla Agüero por el Partido Revolucionario de los Trabajadores en Lucha (0.1%).
A nivel provincial y compitiendo por candidaturas de diputados participaron: Partido Unión Generaleña (2.4%), Partido Unión Agrícola Cartaginés (1.1%), Partido Alajuelense Solidario (0.5%), Partido Auténtico Limonense (0.4%), Partido Acción Laborista Agrícola (0.4%) y Partido Agrario Nacional (0.3%),

## Presidente y Vicepresidentes

### Resultado general
|  | 51.51 % |

|  | 47.20 % |

|  | 0.66 % |

|  | 0.31 % |

|  | 0.19 % |

|  | 0.07 % |

|  | 0.06 % |

|  | 97.44 % |

|  | 0.42 % |

|  | 2.14 % |

|  | 100.00 % |

|  | 78.63 % |

#### Por provincia
| Provincia  | Calderón (PUSC) | Calderón (PUSC) | Castillo (PLN) | Castillo (PLN) | Camacho (PU) | Camacho (PU) | Ramírez (ANC) | Ramírez (ANC) | Azofeifa (PdP) | Azofeifa (PdP) | Badilla (PRTL) | Badilla (PRTL) | Cordero (PI) | Cordero (PI) |      |
| Provincia  | Votos           | %               | Votos          | %              | Votos        | %            | Votos         | %             | Votos          | %              | Votos          | %              | Votos        | %            |      |
| ---------- | --------------- | --------------- | -------------- | -------------- | ------------ | ------------ | ------------- | ------------- | -------------- | -------------- | -------------- | -------------- | ------------ | ------------ | ---- |
| Provincia  | Alajuela        | 126.406         | 51,41          | 117.003        | 47,59        | 1.046        | 0,43          | 799           | 0,32           | 367            | 0,15           | 140            | 0,06         | 115          | 0,05 |
| Cartago    | 77.948          | 50,37           | 75.170         | 48,57          | 818          | 0,53         | 314           | 0,20          | 289            | 0,19           | 126            | 0,08           | 100          | 0,06         |      |
| Guanacaste | 53.017          | 52,72           | 46.653         | 46,39          | 446          | 0,44         | 239           | 0,24          | 95             | 0,09           | 69             | 0,07           | 46           | 0,05         |      |
| Heredia    | 59.747          | 50,76           | 56.250         | 47,79          | 858          | 0,73         | 428           | 0,36          | 296            | 0,25           | 64             | 0,05           | 54           | 0,05         |      |
| Limón      | 47.678          | 60,82           | 29.057         | 37,07          | 828          | 1,06         | 455           | 0,58          | 125            | 0,16           | 165            | 0,21           | 84           | 0,11         |      |
| Puntarenas | 67.295          | 56,21           | 50.571         | 42,24          | 976          | 0,82         | 478           | 0,40          | 182            | 0,15           | 132            | 0,11           | 87           | 0,07         |      |
| San José   | 262.760         | 49,39           | 261.997        | 49,25          | 3.986        | 0,75         | 1.497         | 0,28          | 1.193          | 0,22           | 305            | 0,06           | 260          | 0,05         |      |
| Total      | 694.851         | 51,51           | 636.701        | 47,20          | 8.958        | 0,66         | 4.210         | 0,31          | 2.547          | 0,19           | 1.001          | 0,07           | 746          | 0,05         |      |

### Asamblea Legislativa
Las elecciones legislativas de 1990 de Costa Rica se realizaron el domingo 4 de febrero para escoger a los diputados ante la Asamblea Legislativa. Se realizaron al mismo tiempo que las elecciones presidenciales donde resultó vencedor el candidato socialcristiano Rafael Ángel Calderón Fournier. El partido que logró mayor cantidad de diputados fue el Partido Unidad Social Cristiana, al que pertenecía Calderón, y que logró 29 diputados (mayoría simple), seguido del Partido Liberación Nacional que obtenía 25. Además algunas fuerzas menores de izquierda obtenían tres diputados. En esta ocasión resultó elegido diputado el futuro presidente de la República y Secretario general de la OEA Miguel Ángel Rodríguez.

#### Partidos participantes
|  | 46.21 % |

|  | 41.88 % |

|  | 3.31 % |

|  | 2.42 % |

|  | 1.66 % |

|  | 1.06 % |

|  | 0.80 % |

|  | 0.58 % |

|  | 0.55 % |

|  | 0.42 % |

|  | 0.37 % |

|  | 0.36 % |

|  | 0.34 % |

|  | 0.06 % |

|  | 96.55 % |

|  | 1.09 % |

|  | 2.36 % |

|  | 100.00 % |

|  | 81.81 % |

#### Por provincia
| Provincia  | Unidad Social Cristiana | Unidad Social Cristiana | Liberación Nacional | Liberación Nacional | Pueblo Unido | Pueblo Unido | Unión General | Unión General | Alianza Nacional Cristiana | Alianza Nacional Cristiana | Nacional Independiente | Nacional Independiente | Del Progreso | Del Progreso | Otros | Otros |   |
| Provincia  | %                       | S                       | %                   | S                   | %            | S            | %             | S             | %                          | S                          | %                      | S                      | %            | S            | %     | S     |   |
| ---------- | ----------------------- | ----------------------- | ------------------- | ------------------- | ------------ | ------------ | ------------- | ------------- | -------------------------- | -------------------------- | ---------------------- | ---------------------- | ------------ | ------------ | ----- | ----- | - |
| Provincia  | San José                | 44.41                   | 10                  | 43.08               | 9            | 4.50         | 1             | 3.77          | 1                          | 1.86                       | 0                      | 0.91                   | 0            | 0.70         | 0     | 0.84  | 0 |
| Alajuela   | 46.90                   | 5                       | 43.47               | 5                   | 1.43         | 0            | 0.55          | 0             | 1.41                       | 0                          | 0.46                   | 0                      | 0.39         | 0            | 5.39  | 0     |   |
| Cartago    | 43.22                   | 3                       | 40.71               | 2                   | 2.71         | 0            | 1.58          | 0             | 0.95                       | 0                          | 0.85                   | 0                      | 0.54         | 0            | 9.44  | 1     |   |
| Heredia    | 46.87                   | 3                       | 42.91               | 2                   | 4.38         | 0            | 1.84          | 0             | 1.75                       | 0                          | 0.80                   | 0                      | 1.16         | 0            | 0.29  | 0     |   |
| Guanacaste | 50.52                   | 3                       | 46.12               | 2                   | 1.00         | 0            | 0.57          | 0             | 0.97                       | 0                          | 0.61                   | 0                      | 0.10         | 0            | 0.11  | 0     |   |
| Puntarenas | 49.87                   | 3                       | 38.30               | 3                   | 2.96         | 0            | 4.60          | 0             | 2.30                       | 0                          | 1.24                   | 0                      | 0.33         | 0            | 0.39  | 0     |   |
| Limón      | 50.14                   | 2                       | 29.44               | 2                   | 4.11         | 0            | 0.62          | 0             | 2.18                       | 0                          | 0.51                   | 0                      | 0.53         | 0            | 12.47 | 0     |   |
| Total      | 46.21                   | 29                      | 41.88               | 25                  | 3.31         | 1            | 2.42          | 1             | 1.66                       | 0                          | 0.80                   | 0                      | 0.58         | 0            | 3.14  | 1     |   |

### Concejos municipales
| Partidos                  | Partidos                                 | Votos     | %      | ±     | Regidores | Regidores | Síndicos | Síndicos |
| Partidos                  | Partidos                                 | Votos     | %      | ±     | Total     | +/-       | Total    | +/-      |
| ------------------------- | ---------------------------------------- | --------- | ------ | ----- | --------- | --------- | -------- | -------- |
|                           | Partido Unidad Social Cristiana (PUSC)   | 623,021   | 46.70  | +3.44 | 274       | +42       | 265      | +151     |
|                           | Partido Liberación Nacional (PLN)        | 569,974   | 42.72  | -6.54 | 232       | -28       | 161      | -145     |
|                           | Coalición Pueblo Unido (PU)              | 44,765    | 3.36   | +0.55 | 6         | +3        | 0        | 0        |
|                           | Partido Unión General (PUGEN)            | 28,243    | 2.12   | +1.75 | 4         | +2        | 0        | 0        |
|                           | Alianza Nacional Cristiana (ANC)         | 17,411    | 1.30   | +1.30 | 2         | +2        | 0        | 0        |
|                           | Partido Nacional Independiente (PNI)     | 12,836    | 0.96   | +0.96 | 0         | 0         | 0        | 0        |
|                           | Partido del Progreso (PdP)               | 7,815     | 0.59   | Nuevo | 0         | Nuevo     | 0        | Nuevo    |
|                           | Partido Acción Laborista Agrícola (PALA) | 5,444     | 0.41   | Nuevo | 3         | Nuevo     | 0        | Nuevo    |
|                           | Partido Alajuelense Solidario (PAS)      | 5,298     | 0.40   | -0.07 | 0         | -1        | 0        | 0        |
|                           | Partido Agrario Nacional (PAN)           | 5,017     | 0.38   | Nuevo | 2         | Nuevo     | 0        | Nuevo    |
|                           | Partido Independiente (PI)               | 4,492     | 0.34   | +0.28 | 1         | +1        | 0        | 0        |
|                           | Partido Auténtico Limonense (PAL)        | 3,744     | 0.28   | +0.08 | 1         | 0         | 0        | 0        |
|                           | Partido Unión Nacional (PUN)             | 2,221     | 0.17   | Nuevo | 0         | Nuevo     | 0        | Nuevo    |
|                           | Alajuelita Nueva (PALNU)                 | 2,012     | 0.15   | +0.04 | 1         | 0         | 0        | 0        |
|                           | Partido Humanista (PH)                   | 1,929     | 0.14   | Nuevo | 0         | Nuevo     | 0        | Nuevo    |
|                           |                                          |           |        |       |           |           |          |          |
| Votos válidos             | Votos válidos                            | 1,334,222 | 96,42  |       |           |           |          |          |
| Votos en blanco           | Votos en blanco                          | 17,847    | 1,29   |       |           |           |          |          |
| Votos nulos               | Votos nulos                              | 61,673    | 2,29   |       |           |           |          |          |
| Total                     | Total                                    | 1,383,742 | 100.00 | -     | 526       | +22       | 426      | +6       |
| Registrados/Participación | Registrados/Participación                | 1,691,689 | 81.80  |       |           |           |          |          |
|                           |                                          |           |        |       |           |           |          |          |
| Fuentes                   |                                          |           |        |       |           |           |          |          |